# Болеслав III Кривоусти
Болеслав III Кривоусти (на полски: Bolesław III Krzywousty; * 20 август 1086, Краков; † 28 октомври 1138, Сохачев, Полша) от династията на Пястите, е княз на Полша от 1107 до смъртта си.

## Произход
Болеслав III е вторият син на княз Владислав I Херман и Юдита Бохемска, дъщеря на краля на Чехия Вратислав II.